# 南昌中铁穗城
南昌中铁穗城轨道交通建设运营有限公司（简称：南昌中铁穗城）是2019年8月29日由南昌轨道交通集团有限公司、中铁电气化局集团有限公司、广州地铁集团有限公司、国睿科技股份有限公司、中铁民通（北京）投资有限公司共同组建的公司，负责南昌地铁3号线共计28年的运营、维护、更新。这是南昌第一次采用PPP方式建设运营地铁线路。

## 服务线路
- █ 3号线

## 历史
- 2019年3月8日PPP项目开标，确认由中铁电气化局集团有限公司、广州地铁集团有限公司、国睿科技股份有限公司、中铁民通（北京）投资有限公司四家单位负责该线28年的运营、维护、更新。[2]
- 2019年8月29日成立。[3]